# Galería Nacional de Irlanda
La Galería Nacional de Irlanda (en inglés: National Gallery of Ireland; en irlandés: Gailearaí Náisiúnta na hÉireann) alberga la colección nacional irlandesa de arte irlandés y europeo. Está ubicada en el centro de Dublín, con una entrada en Merrion Square, junto a Leinster House, y otra en Clare Street. Fue fundada en 1854 y abrió sus puertas diez años después. Tiene una colección extensa y representativa de pinturas irlandesas, y también es notable por sus pinturas españolas (Velázquez, Murillo, Francisco de Goya), del renacimiento y barroco italiano (Andrea Mantegna, Tiziano, Caravaggio), holandesas (Rembrandt, Vermeer) y del impresionismo y vanguardias de principios del siglo XX (Claude Monet, Vincent van Gogh, Pablo Picasso, Juan Gris). El actual director de la galería es Sean Rainbird. La entrada es gratuita.

## Historia
En 1853 una exposición, la Exhibición Industrial Irlandesa, se ubicó en los jardines de Leinster House en Dublín. Entre las exhibiciones más populares estaba una muestra sustancial de obras de arte organizada y llevada a cabo por el magnate ferroviario William Dargan. El entusiasmo de los visitantes demostró un interés por el arte, y se decidió establecer una colección pública de arte como un monumento perenne de gratitud a Dargan.

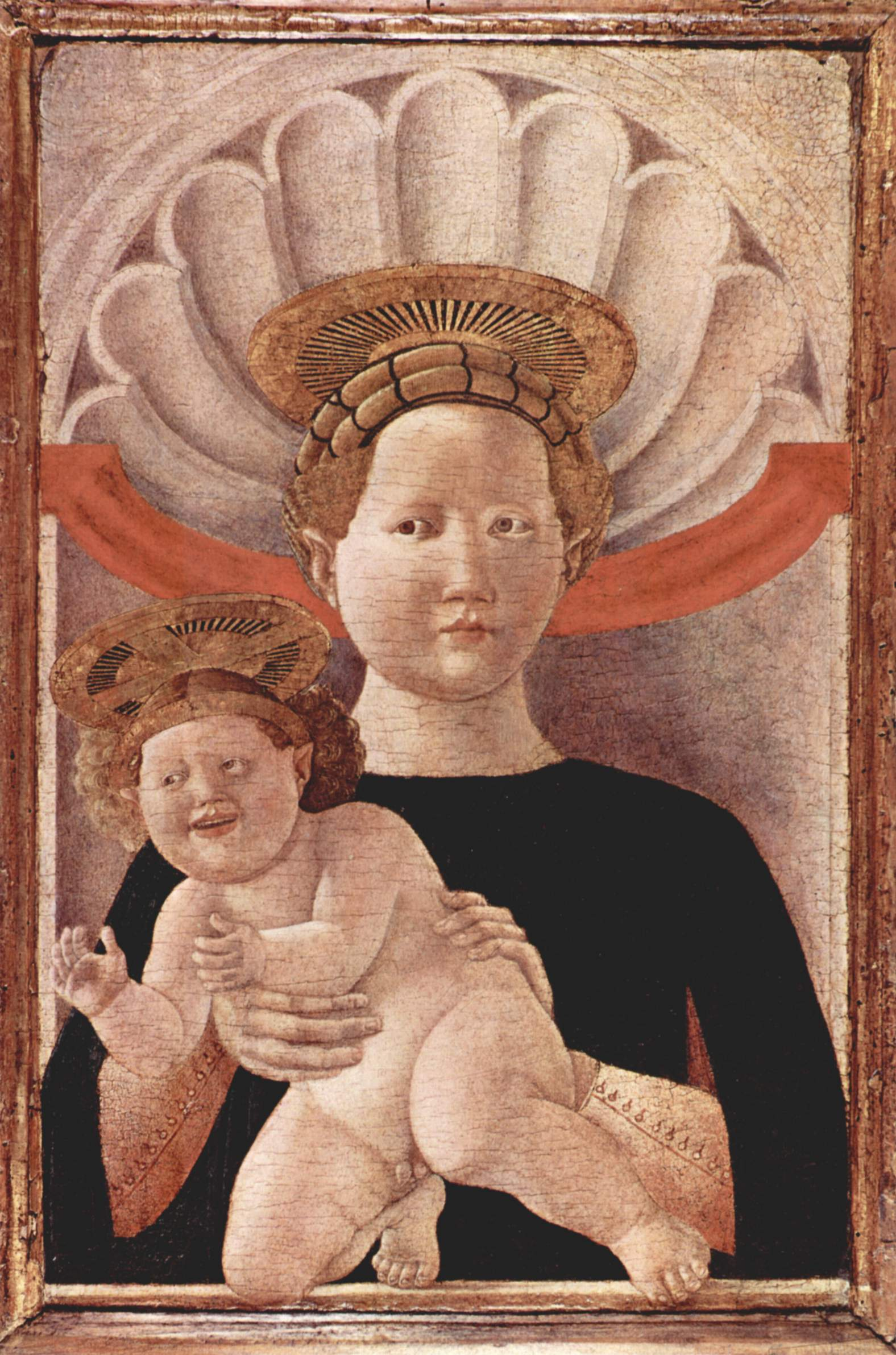
La Virgen y el Niño, de Paolo Uccello.

La fachada de la Galería Nacional imita el edificio de Historia Nacional del National Museum of Ireland que estaba ya planeado a un lado de Leinster House. El edificio fue diseñado por Francis Fowke, basado en planes previos por Charles Lanyon y fue completado en 1864.
La Galería no tuvo la suerte de ser fundada con una colección existente, sino a través de la compra diligente y meditada de obras nuevas. En su época abrió con 125 pinturas, en 1866 un fondo anual de compras fue establecido y para 1891 el espacio de exposición ya era insuficiente. En 1897 la Condesa Dowager de Milltown expresó su intención de donar los contenidos del palacio Russborough House a la Galería. Este regalo incluía cerca de 200 pinturas y requirió la construcción (de 1899 a 1903) de lo que es ahora llamada el Ala Milltown. Ésta fue diseñada por Thomas Newenham Deane.
En esta época Henry Vaughan dejó 31 acuarelas por J.M.W. Turner con la condición de que sólo podrían ser exhibidas en enero, para protegerlas de los efectos dañinos del sol. Aunque la tecnología moderna de iluminación ha hecho esta estipulación innecesaria, la Galería continúa respetando la exigencia de Vaughan y por ello cada exhibición de estas acuarelas es una ocasión especial.
Otra donación sustancial vino con la temprana muerte, en el hundimiento del Lusitania, de Hugh Lane (1875-1915), director de la Galería; no sólo dejó una gran colección de pinturas, también dejó parte de su herencia, y el Fondo Lane ha continuado contribuyendo a la compra de obras de arte hasta este día. Además de su trabajo en el museo, Hugh Lane también proyectó fundar una galería de arte moderno, algo que sólo fue realizado después de su muerte: la Hugh Lane Municipal Gallery. George Bernard Shaw también realizó una donación sustancial, pues dejó a la Galería un tercio de sus bienes en gratitud por el tiempo que pasó ahí cuando joven.
La Galería fue de nuevo ampliada en 1962 con una nueva ala diseñada por Frank du Barry de la Oficina de Obras Públicas. Ésta abrió en 1968 y ahora es nombrada el Ala Beit. En 1978 la Galería recibió del gobierno las pinturas donadas a la nación por Chester Beatty y en 1987 la donación Sweeney trajo 14 obras de arte incluyendo pinturas de Picasso y Jack B. Yeats. El mismo año a la Galería se le dieron de nuevo algunos contenidos de la Russborough House: la donación Beit de 17 obras maestras, incluyendo pinturas de Velázquez (La mulata), Murillo (seis cuadros sobre la Parábola del hijo pródigo), Francisco de Goya (Retrato de Antonia Zárate), Jan Steen, Vermeer y Henry Raeburn.

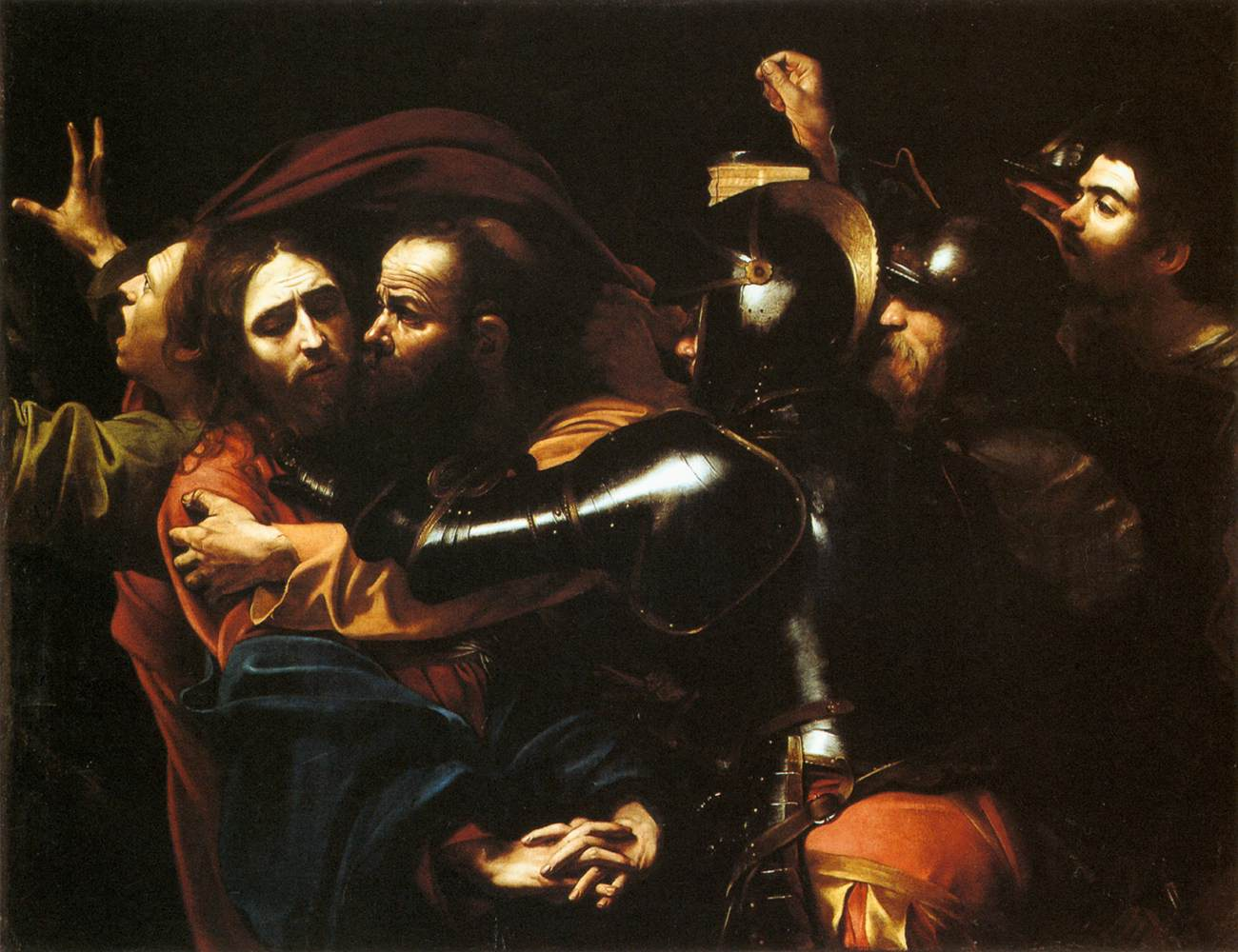
El prendimiento de Cristo de Caravaggio, 1602.

En los años 90 un Caravaggio perdido, El prendimiento de Cristo, conocido a través de réplicas, fue descubierto en una casa de estudios jesuita en Leeson Street (Dublín) por Sergio Benedetti, conservador en jefe de la galería. Los jesuitas accedieron generosamente a que se exhibiera en la Galería, y el descubrimiento fue causa de excitación nacional. En 1997 Anne Yeats donó bosquejos de su tío Jack Yeats y la Galería ahora incluye un Museo de Yeats. Denis Mahon, un conocido crítico de arte, prometió a la Galería parte de su rica colección, y ocho pinturas de su donación prometida están en exhibición permanente, como la magnífica Jacob Bendiciendo a los Hijos de Joseph pintada por Guercino.
Una nueva ala, el Ala del Milenio, fue abierta en 2002. A diferencia de las dos ampliaciones previas, esta nueva ala tiene fachada a la calle y los arquitectos Benson y Forsyth le dieron una fachada imponente y un gran atrio. El diseño originalmente implicaba la demolición de la terraza de una casa georgiana adyacente y sus salones de baile; sin embargo, se requirió que se mantuvieran y actualmente dan profundidad y textura al diseño. El Ala del Milenio tiene sus críticos: es imperdonable el pobre mantenimiento, y su espacio de circulación carece de claridad, pero es generalmente asumido que esos fallos son detalles triviales frente al impacto del edificio.
En el periodo 2011-17 se ha abordado un remozamiento de los dos bloques más antiguos del museo: los llamados Dargan (1864) y Milltown (1903).

## Lo más notable de la colección
La colección incluye 14,000 obras de arte, incluyendo 2,500 pinturas al óleo, 5,000 dibujos, 5,000 impresos y algunas esculturas, muebles y otras obras de arte.

### España

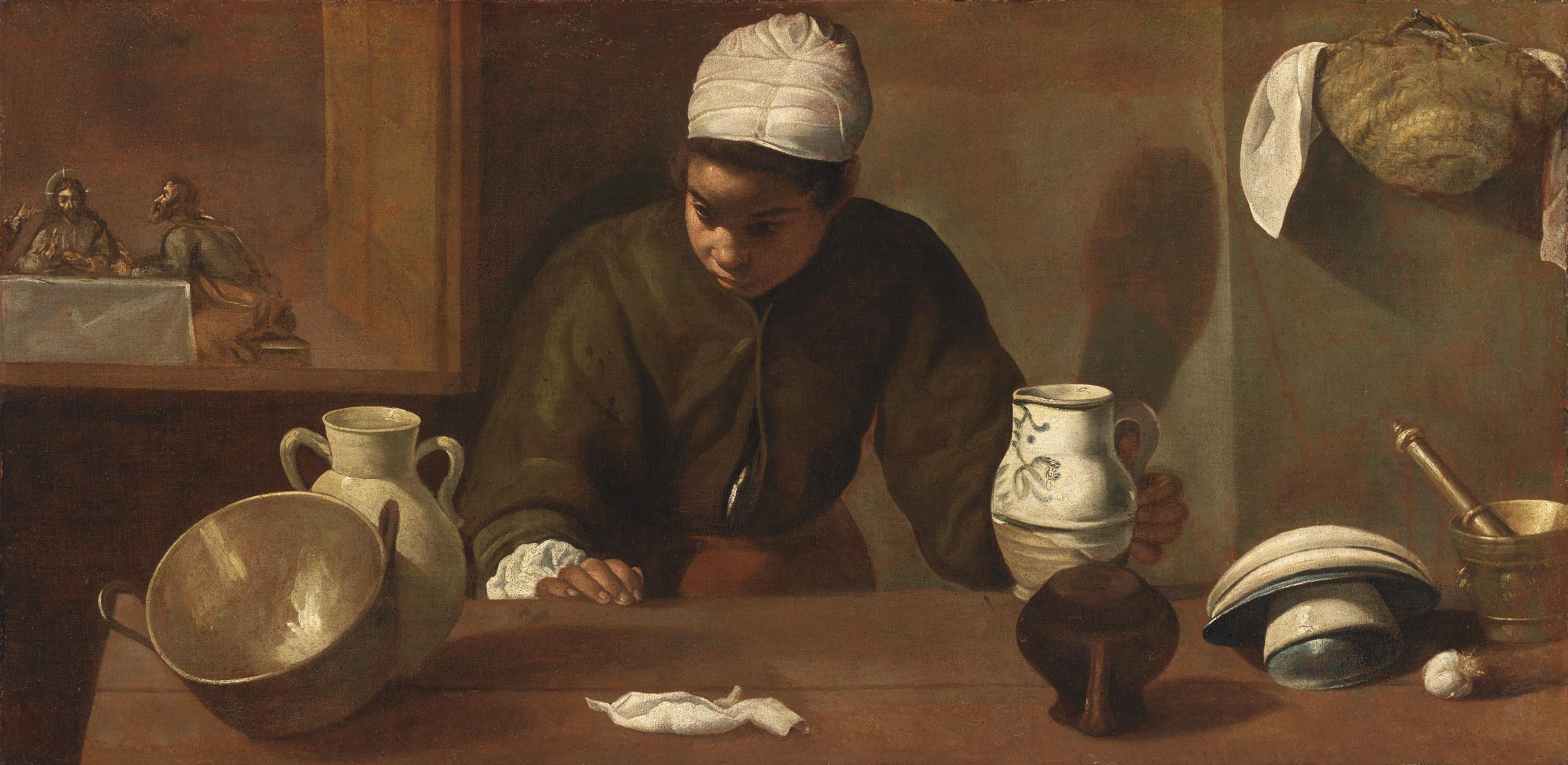
La cena de Emaús, por Diego Velázquez

- Luis de Morales (c.1509-1586) San Jerónimo en el desierto, hacia 1570
- Juan Fernández de Navarrete (1526-1579) Abraham y los tres ángeles, 1575
- Rodrigo de Villandrando (1588-1622) Retrato de doña Juana de Salinas, 1622
- José de Ribera (1591?-1652) San Onofre, hacia 1628-30
- Diego Velázquez de Silva (1599-1660) Cocinera con la cena de Emaús o La mulata, c. 1618-22
- Francisco de Zurbarán (1598-1664) Inmaculada con dos figuras alegóricas, ca.1658 y Santa Rufina de la serie Santas de Zurbarán.
- Bartolomé Esteban Murillo (1617-1682) El regreso del hijo pródigo, hacia 1660; Retrato del comerciante holandés Josua van Belle
- Juan Carreño de Miranda (1614-1685) La adoración de los Reyes Magos
- Francisco de Goya (1746-1828) Antonia Zárate, hacia 1805-06
- Pablo Ruiz Picasso (1881-1973) Naturaleza muerta con mandolina, 1924
- Juan Gris (1887-1927) Pierrot, 1921

### Francia

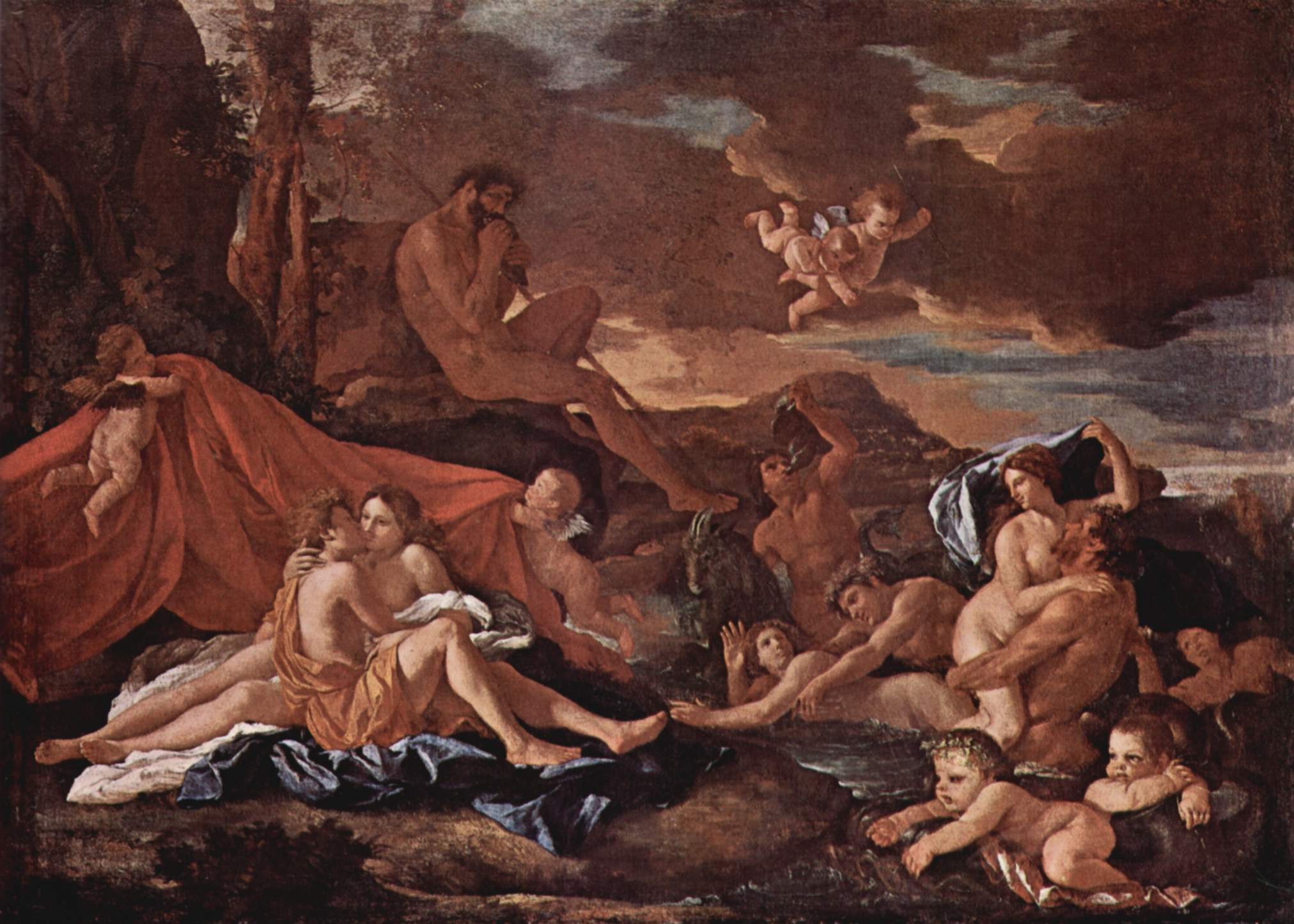
Acis y Galatea, de Nicolas Poussin.

- Jacques Yverni (conocido entre 1410-38) La Anunciación, c.1435
- Nicolas Poussin (1594-1665) 
  - Acis y Galatea, 1627-28
  - La lamentación sobre Cristo muerto, 1657-60
- Jean Lemaire (1598-1659) Paisaje arquitectónico con figuras, 1627-30
- Jean-Baptiste-Siméon Chardin (1699-1779) Naturaliza muerta: dos conejos, una perdiz, bolsa de juego y caja de pólvora, 1731
- Jean-Honoré Fragonard (1732-1806) Venus y Cupido (día), c.1755
- Eugène Delacroix (1798-1863) Demóstenes en la costa, 1859
- Gustave Courbet (1819-77) Retrato de Adolphe Marlet, 1851
- Alfred Sisley (1819-99) Los bancos del canal del Loing en Saint-Mammès, 1888
- Claude Monet (1840-1926) Le Bassin d'Argenteuil avec un Voilier, 1874
- Berthe Morisot Dama con corsé negro, 1878
- Paul Signac (1863-1935) Dama en la terraza, 1898
- Kees van Dongen (1877-1968) Stella con sombrero de flores, c.1907
- Chaïm Soutine (1893-1943) Paisaje con el vuelo de las escaleras, c.1922

### Italia

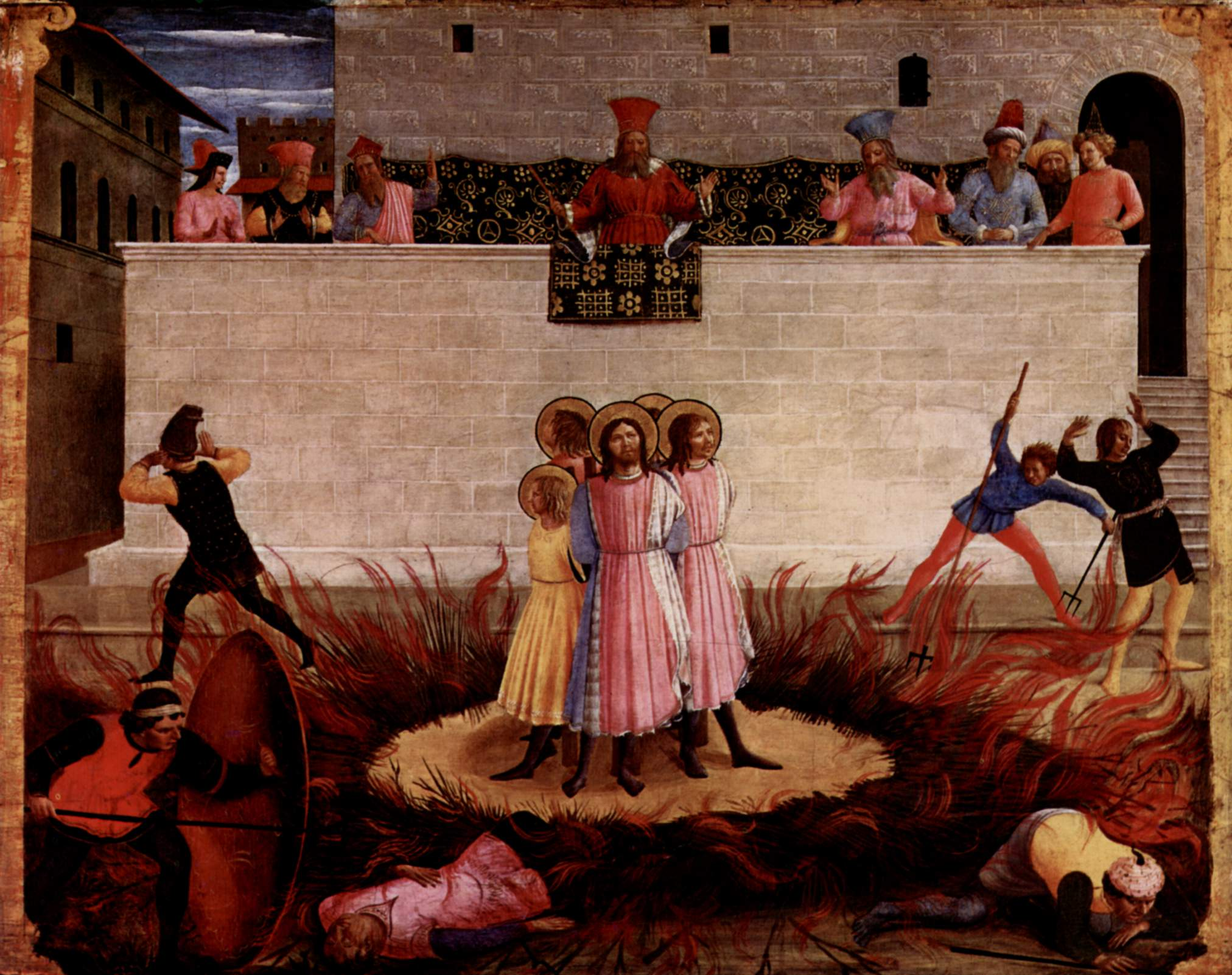
Martirios de san Cosme y san Damián, de Fra Angélico.

- Maestro de Verucchio (siglo XIV) La Crucifixión, Noli me tangere, c.1330-40
- Fra Angélico (1417-55) Martirio de san Cosme y san Damián, c.1440-42
- Zanobi Strozzi (atribuido a) (1412-68) Asunción de la Virgen con san Jerónimo y san Francisco, 1460s
- Filippino Lippi (1457-1504) Retrato de un músico, tardíos 1480
- Paolo Uccello La Virgen con el Niño
- Domenico Ghirlandaio Supuesto retrato de Clarice Orsini, esposa de Lorenzo el Magnífico
- Andrea Mantegna Judith
- Tiziano (c.1485/90-1576) Ecce Homo, c.1558/60
- Sebastiano del Piombo Retrato del cardenal Antonio del Monte, c.1512-15
- Giovanni Battista Moroni (antes de 1524-1578) Retrato de un caballero y sus dos hijos, c.1570
- Sofonisba Anguissola Retrato del príncipe Alejandro Farnese
- Lavinia Fontana Salomón y la reina de Saba
- Caravaggio (1571-1610) El prendimiento de Cristo, 1602
- Guido Reni (1575-1624) El suicidio de Cleopatra, c.1639-40
- Domenico Zampieri (1581-1641) Santa María Magdalena, c.1625
- Giovanni Francesco Barbieri (1591-1666) Jacob bendiciendo a sus hijos, c.1620
- Sassoferrato (1609-85) Virgen y Niño, c.1630
- Luca Giordano (1634-1705) Venus, Marte y Vulcano, 1660s
- Carlo Maratti (1625-1713) La violación de Europa, c.1680-5
- Francesco Solimena (1657-1747) Alegoría del Invierno, c.1690
- Canaletto (1697-1768) Plaza de San Marcos, c.1756

### Alemania y Suiza
- Escuela de Salzburgo Cristo en la Cruz con la Virgen María y Juan, c.1430
- Maestro de la juventud de san Romualdo (activo c.1490) San Romualdo dejando a sus padres, c.1490
- Georg Pencz (activo 1500-50) Retrato de caballero, 1549
- Angelica Kauffmann (1741-1807) La familia Ely, 1771
- Emil Nolde (1867-1956) Dos mujeres en un jardín, 1915

### Flandes
- Marinus van Reymerswaele (atribuido) (c.1490/95-c.1567) La llamada de Mateo, c.1530-40
- Pieter Brueghel el Joven (1564-c.1637) Boda Campesina, 1620
- Pedro Pablo Rubens (1577-1640) San Pedro y el tributo, 1617-18
- Jacob Jordaens (1593-1678) 
  - La Veneración de la Eucaristía, c.1630
  - La cena de Emaús, c.1645-65
- Anthony van Dyck (1599-1641) Un niño en una terraza, c.1623-24

### Holanda

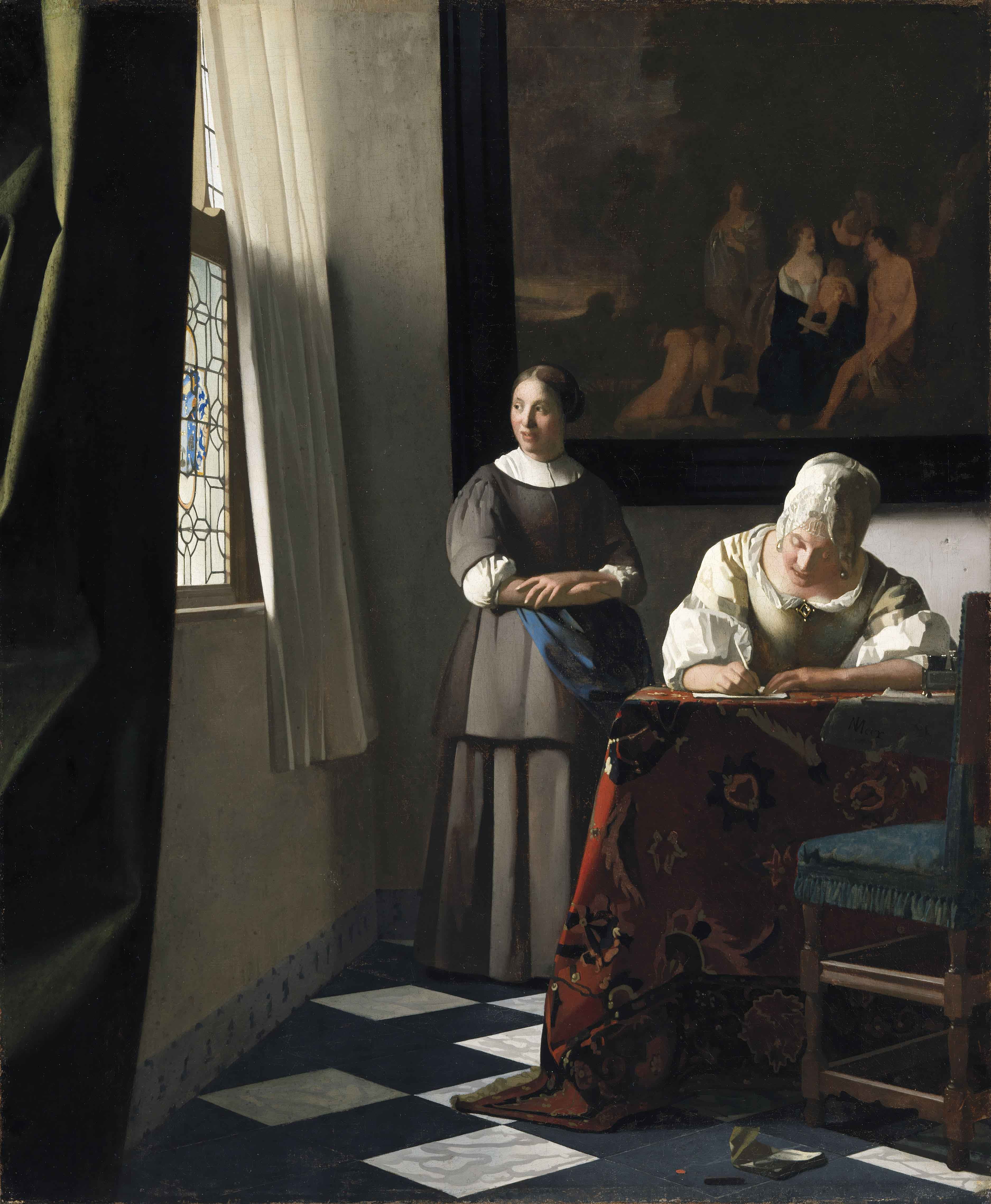
Johannes Vermeer Mujer escribiendo una carta, con su dama, c.1670.

- Gerrit van Honthorst (1590-1656) Una fiesta musical, c.1616-18
- Rembrandt (1606-69)
  - Interior con figuras, c. 1628
  - Retrato de dama joven con guantes, c. 1642
  - Paisaje con la Huida a Egipto, 1647
  - La mano caliente, c.1628 (Rembrandt y taller)
- Willem Cornelisz Duyster (1599-1635) Interior con soldados, 1632
- Aelbert Cuyp (1620-91) Ordeñando vacas, 1640s?
- Mathias Stomer (1600-after 1650) El arresto de Cristo, c.1641
- Willem Drost (1652-80) Busto de un hombre con sombrero de ala ancha, c.1654
- Anthonie de Lorme (1610-73) Interior de San Laurenskerk, Rotterdam, c.1660-65
- Gabriël Metsu (1629-67)
  - Hombre escribiendo una carta, c.1663
  - Mujer leyendo una carta, c.1663
- Jan Steen (1625/26-79) 
  - La escuela del pueblo, c.1665
  - La boda de Caná, 1665-70
- Johannes Vermeer (1632-75) Mujer escribiendo una carta, con su dama, c.1670
- Cornelis Troost (1696-1750) Jerónimo Tonneman y su hijo Jerónimo, 1736
- Vincent van Gogh Tejados de París, 1886

### Gran Bretaña y Norteamérica
- William Hogarth (1697-1764)
  - La familia del Oeste, c.1738
  - Los niños Mackinen, c.1747
- Thomas Gainsborough 1727-88
  - Una vista en Suffolk, c.1746
  - Mrs. Christopher Horton (1743-1808), más tarde duquesa de Cumberland, 1766
  - La niña en el cottage, 1785
- Joshua Reynolds (1723-92)
  - Parodia de la 'Escuela de Atenas' de Rafael, 1751
  - La familia Temple, 1780-82
  - Omai, 1776 (Préstamo de una colección privada)
  - Charles Coote, Primer duque de Bellamont, 1776
- Henry Raeburn (1756-1823) Sir Juan y lady Clerk de Penicuik, 1791
- George Romney (1734-1802) Titania, Puck y el Changeling, de 'Sueño de una Noche de Verano' de Shakespeare, 1793
- John Singer Sargent (1856-1925) Los separadores de grano de Venecia, 1880-82
- Stanley Royle (1888-1961) Niña con ganso, c.1921
- Francis Wheatley (1747-1801) Los voluntarios dublineses en College Green, 4 de noviembre de 1779, 1779-80

### Irlanda
- James Barry (1741-1806) 
  - La tentación de Adán, 1767-70

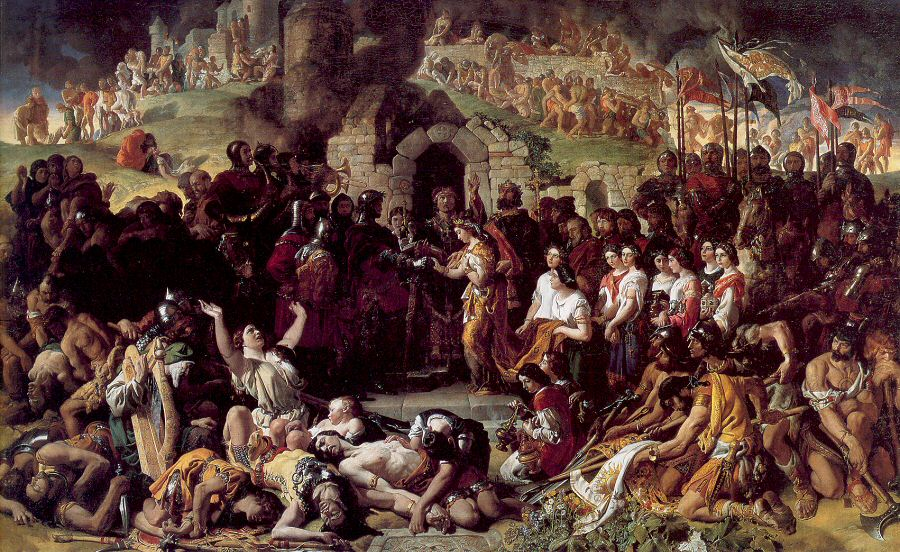
Los esponsales de Strongbow y Aoife, obra de Daniel Maclise

  - Autorretrato como Timantes, c.1780-1803
- Nathaniel Hone el Viejo (1718-84) El prestidigitador, 1775
- Hugh Douglas Hamilton (1740-1808) Frederick Hervey, obispo de Derry y cuarto duque de Bristol (1730-1803), con su nieta lady Caroline Crichton (1779-1856), en los jardines de la Villa Broghese, Roma, c.1790
- Francis Danby (1793-1861) La Apertura del Sexto Sello, 1828
- Daniel Maclise (1806-1870) El matrimonio de Strongbow y Aoife, 1854
- Sarah Purser (1848-1943) El desayuno, 1881
- Roderic O'Conor (1860-1940) La joven Bretona, c.1895
- Walter Fredrick Osborne (1859-1903) En un parque de Dublín, luz y sombra, c.1895
- John Lavery (1856-1941) El estudio del artista: Lady Hazel Lavery con su hija Alice e hijastra Eileen, 1909-13
- Paul Henry (1876-1958) Lanzando el Currach, 1910-11
- William John Leech (1881-1968) Convent Garden, c.1912
- Sean Keating (1889-1977) Alegoría, c.1922
- Mainie Jellett (1897-1944) Decoración, 1923
- Gerard Dillon (1916-1971) Los pequeños campos verdes, c.1945

### La Colección Yeats
- Jack B. Yeats (1871-1957)
  - Nadando en el Liffey, 1923
  - Una mañana en una ciudad, 1937
  - Pena, 1951
- John Butler Yeats (1839-1922) John O'Leary, 1904

### Dibujos y Acuarelas
- James Malton (1760-1803) La Custom House
- Joseph Mallord William Turner (1775-1851) Barcos pesqueros en la playa Folkestone
- Dante Gabriel Rossetti (1828-82) Jane Burden como la reina Ginebra, 1858
- Frederic William Burton (1816-1900) Hellelil y Hildebrand, el encuentro en las escaleras Turret, 1864 (la obra maestra de su autor)
- James McNeill Whistler (1834-1903) Nocturno en gris y dorado - Piccadilly, 1881-83
- Edgar Degas (1834-1917) Dos bailarinas en un vestidor

## Personajes
- Raymond Keaveney (2002), The National Gallery of Ireland: Essential Guide. Londres: Scala Publishers. ISBN 1-85759-267-0
- Homan Potterton (2003), The National Gallery of Ireland en Brian Lalor (Ed.) La Enciclopedia de Irlanda. Dublín: Gill and Macmillian. ISBN 0-7171-3000-2

- Datos: Q2018379
- Multimedia: National Gallery of Ireland / Q2018379